# Arnold Williams
Arnold Williams (* 22. Mai 1898 in Fillmore, Utah; † 25. Mai 1970 in Rexburg, Idaho) war ein US-amerikanischer Politiker und von 1945 bis 1947 Gouverneur des Bundesstaates Idaho.

## Frühe Jahre und politischer Aufstieg
Arnold Williams besuchte die öffentlichen Schulen seiner Heimat und das Hennegar’s Business College in Salt Lake City. Während des Ersten Weltkriegs war er Soldat der US-Armee. Nach dem Krieg zog er nach Rexburg, wo er eine Wäscherei betrieb. Politisch wurde Williams Mitglied der Demokratischen Partei. Im Jahr 1932 wurde er County Commissioner im Madison County. Außerdem war er im Schulrat von Rexburg. Zwischen 1936 und 1942 gehörte  Arnold Williams dem Repräsentantenhaus von Idaho an. Im Jahr 1941 war er Fraktionsführer der Demokraten, die zu jener Zeit die Mehrheit in diesem Parlament stellten. Im Jahr 1944 wurde Williams zum Vizegouverneur seines Staates gewählt. Dieses Amt trat er im Januar 1945 an.

## Gouverneur von Idaho
Nach dem Rücktritt von Gouverneur Charles Gossett übernahm Williams entsprechend der Staatsverfassung dessen Amt. Gossetts Rücktritt war eine abgesprochene Sache mit Williams, der seinen Vorgänger sofort nach seinem Amtsantritt zum Nachfolger des verstorbenen US-Senators John W. Thomas ernannte. Williams übte das Amt des Gouverneurs zwischen dem 17. November 1945 und dem 6. Januar 1947 aus. In dieser Zeit wurde ein neues Pensionsgesetz für Lehrer verabschiedet, in dem das Renteneintrittsalter bei 60 Jahren lag und mit 70 Jahren eine Beschäftigungsobergrenze eingeführt wurde.

## Weiterer Lebenslauf
Im Jahr 1946 verfehlte Williams seine Wiederwahl. In der Folge widmete er sich seinen privaten Angelegenheiten, ehe er 1957 in der Verwaltung des Staatssenats angestellt wurde. Zwischen 1959 und 1966 war er als Secretary of State geschäftsführender Beamter der Staatsregierung von Idaho. Arnold Williams starb im Mai 1970. Mit seiner Frau Luelle Huskinson hatte er zwei Kinder.